# Mike Nichols
Mike Nichols, właśc. Michael Igor Peschowsky (ur. 6 listopada 1931 w Berlinie, zm. 19 listopada 2014 w Nowym Jorku) – amerykański reżyser i producent filmowy pochodzenia żydowskiego, odznaczony Narodowym Medalem Sztuk.

## Kariera
Urodzony w rodzinie żydowskiej, wyemigrował wraz z rodzicami do Stanów Zjednoczonych tuż przed wybuchem II wojny światowej. Studiował na Uniwersytecie Chicagowskim, gdzie poznał Elaine May, z którą wspólnie stworzył duet komediowy. Występy z autorskim programem na Broadwayu przyniosły im w 1961 nagrodę Grammy za najlepsze przedstawienie komediowe, zaś w 1963 Nichols otrzymał Nagrodę Tony za swój reżyserski debiut, jakim była komedia Neila Simona Barefoot in the Park. Debiut Nicholsa w przemyśle filmowym – reżyseria adaptacji sztuki Edwarda Albee’ego Kto się boi Virginii Woolf? z Elizabeth Taylor i Richardem Burtonem w rolach głównych – zaowocował nominacją do Oscara. Również kolejny film Nicholsa Absolwent (z Dustinem Hoffmanem w roli głównej) okazał się sukcesem uwieńczonym statuetką Oscara i Złotym Globem. Następne produkcje autorstwa Nicholsa – Silkwood, Pracująca dziewczyna, Żart – przyniosły mu praktycznie wszystkie możliwe nagrody przyznawane w branży filmowej i uczyniły jedną z bardziej wpływowych osób w tym środowisku, w tym jednym z tylko 15 w historii laureatów EGOT (Emmy, Grammy, Oscara i Tony). Nichols pracował zarówno w teatrze, jak i w filmie.
Trzykrotnie się rozwodził. Od 1988 był żonaty z dziennikarką Diane Sawyer. Miał trójkę dzieci z poprzednich małżeństw.

## Filmografia
- 1966: Kto się boi Virginii Woolf? (Who’s Afraid of Virginia Woolf?)
- 1967: Absolwent (The Graduate)
- 1968: Teach Me!
- 1970: Paragraf 22 (Catch-22)
- 1971: Porozmawiajmy o kobietach (Carnal Knowledge)
- 1973: Dzień delfina (The Day of the Dolphin)
- 1975: Fortuna (The Fortune)
- 1980: Gilda Live
- 1981: The Gin Game
- 1983: Silkwood
- 1986: Zgaga (Heartburn)
- 1988: Pracująca dziewczyna (Working Girl)
- 1988: Biloxi Blues
- 1990: Pocztówki znad krawędzi (Postcards from the Edge)
- 1991: Odnaleźć siebie (Regarding Henry)
- 1994: Wilk (Wolf)
- 1996: Klatka dla ptaków (The Birdcage)
- 1998: Barwy kampanii (Primary Colors)
- 2000: Z księżyca spadłeś? (What Planet Are You From?)
- 2001: Dowcip (Wit) (produkcja telewizyjna)
- 2003: Anioły w Ameryce (Angels in America)
- 2004: Bliżej (Closer)
- 2007: Wojna Charliego Wilsona (Charlie Wilson’s War)

## Nagrody

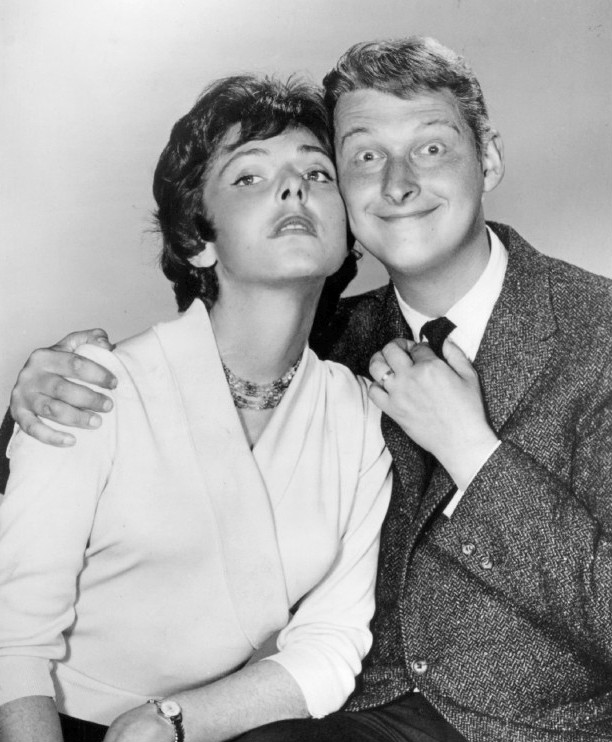
Elaine May i Mike Nichols (ok. 1960)

- Nagroda Akademii Filmowej Najlepsza reżyseria: 1968:Absolwent
- Złoty Glob Najlepsza reżyseria: 1968:Absolwent
- Nagroda BAFTA
  - Najlepszy film: 1967:Kto się boi Virginii Woolf?
  - 1969:Absolwent
  - Najlepsza reżyseria: 1969:Absolwent
- Nagroda Emmy
  - Najlepsza reżyseria miniserialu lub filmu tv: 2001:Dowcip
  - 2004:Anioły w Ameryce
  - Najlepszy film telewizyjny: 2001:Dowcip
  - Najlepszy miniserial: 2004:Anioły w Ameryce
- Nagroda na MFF w Berlinie Nagroda Jury Ekumenicznego: 2001:Dowcip